# Поздние цветы (фильм, 2023)
«Поздние цветы» (англ. Late Bloomers) — американский комедийно-драматический фильм 2023 года, снятый Лизой Стин в качестве её режиссёрского дебюта, по сценарию Анны Гринфилд. В нём снялись Карен Гиллан, Маргарет Софи Стайн, Джермейн Фаулер, Талия Болсам и Кевин Нилон. Основные съёмки прошли в Нью-Йорке.

## Краткое содержание
Луиза, двадцативосьмилетняя музыкант без цели в жизни, недавно ставшая одинокой, получает травму, когда, будучи пьяной, ломает бедро. Во время последующей физиотерапии она много общается с пожилыми людьми, а также она знакомится с Антониной, полькой, которая не говорит по-английски, и которую нанимают в качестве сиделки. 

## В ролях
- Карен Гиллан — Луиза
- Маргарет Софи Стайн — Антонина
- Джермейн Фаулер[англ.] — Брик
- Талия Болсам — Дороти
- Кевин Нилон — Эл
- Лори Тан Чинн[англ.] — Инес
- Мишель Тваровска — Сильвия

## Производство
Сценарий был написан Анной Гринфилд и основан на её личном опыте. Гринфилд работала над фильмом вместе с Лизой Стин, с которой она была знакома ещё со времён колледжа. В июле 2022 года стало известно, что к актёрскому составу присоединились Карен Гиллан, Маргарет Софи Стайн и Джермейн Фаулер, а основные съёмки, как сообщается, состоялись в Бруклине, Нью-Йорк. Фильм был спродюсирован компаниями We’re Doin’ Great и Park Pictures. 

## Выпуск
Мировая премьера фильма состоялась 10 марта 2023 года на кинофестивале South by Southwest Film & TV Festival в Остине, штат Техас. В марте 2024 года компания Vertical приобрела права на распространение фильма. Фильм был выпущен 7 июня 2024 года.

## Критика
На сайте-агрегаторе рецензий Rotten Tomatoes 82% из 22 рецензий критиков положительные, средняя оценка составляет 6,40/10. Metacritic, использующий средневзвешенный показатель, присвоил фильму оценку 58 из 100 на основе 5 отзывов критиков, что означает «смешанные или средние» отзывы. 
В Deadline Hollywood Дэймон Уайз описал «Поздние цветы» как «интимный, вызывающе женский инди-фильм, демонстрирующий захватывающую и освежающе свободную от тщеславия игру Карен Гиллан». Джейсон Бейли из The Playlist посчитал, что фильм местами предсказуем и имеет знакомые приёмы, но описал его как «настолько хорошо сыгранную и приятную версию этого конкретного фильма, какую вы, вероятно, найдёте». Саманта Бергесон из IndieWire дала фильму оценку D, написав, что «фильм не раскрывается вовремя, чтобы превратиться во что-то великое», а его «шепот эмоциональной глубины… появляется слишком слабо и слишком поздно».